# خوراک‌شناسی مولکولی

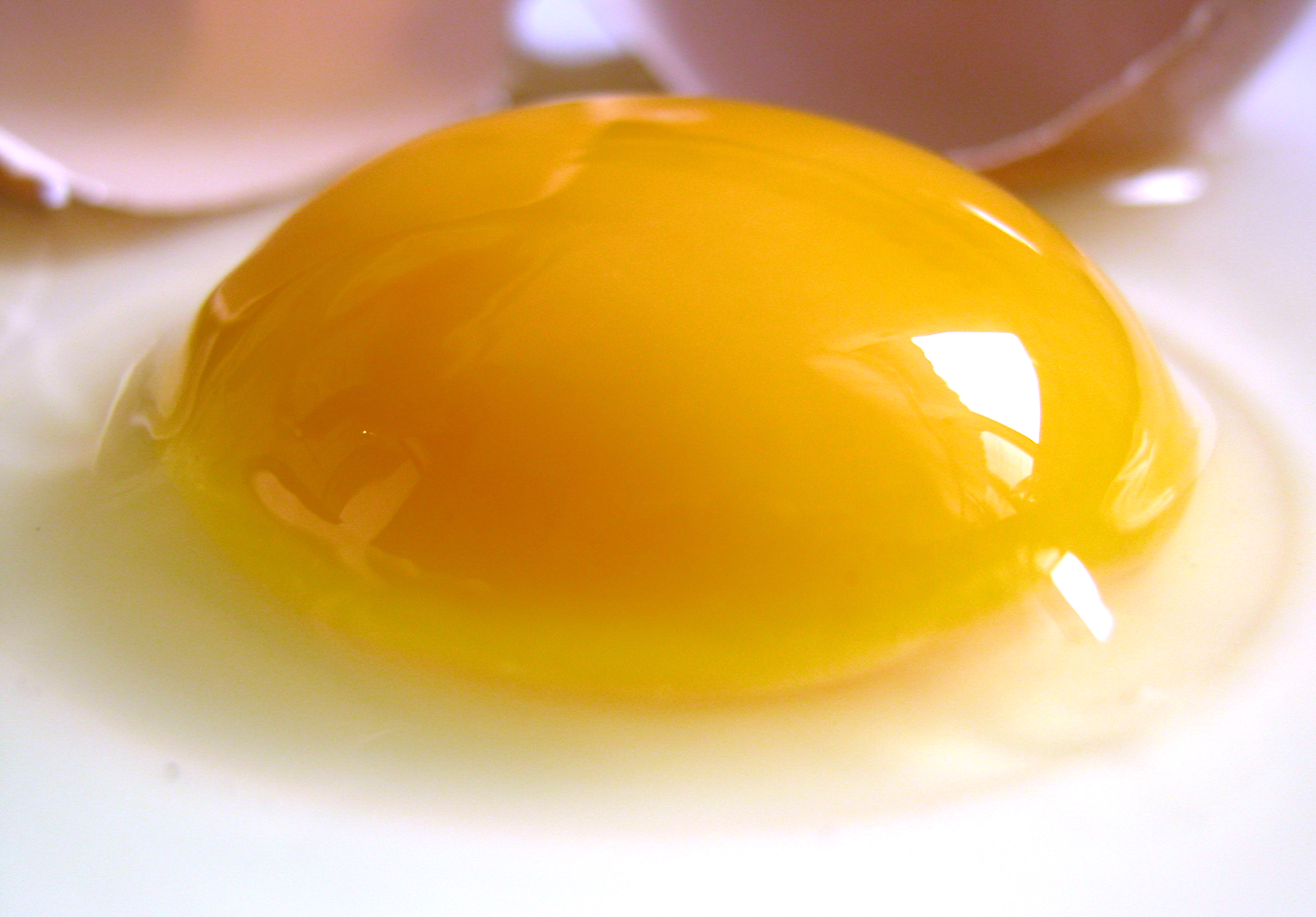
خوراک‌شناسی مولکولی شامل مطالعه چگونگی تأثیر دمای مختلف پخت بر روی تخم مرغ، ویسکوزیته، کشش سطحی و راه‌های مختلف ورود هوا به آنها است.

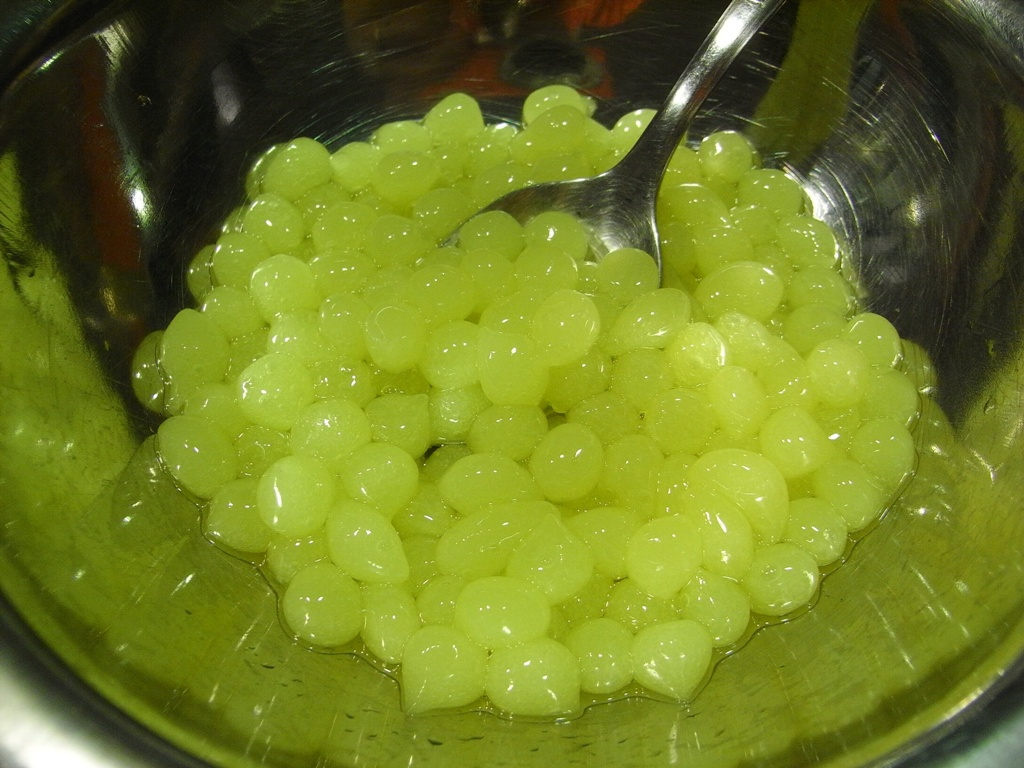
کروی سازی آب میوه‌ها و سایر مایعات یکی از تکنیک‌های آشپزی مولکولی است.

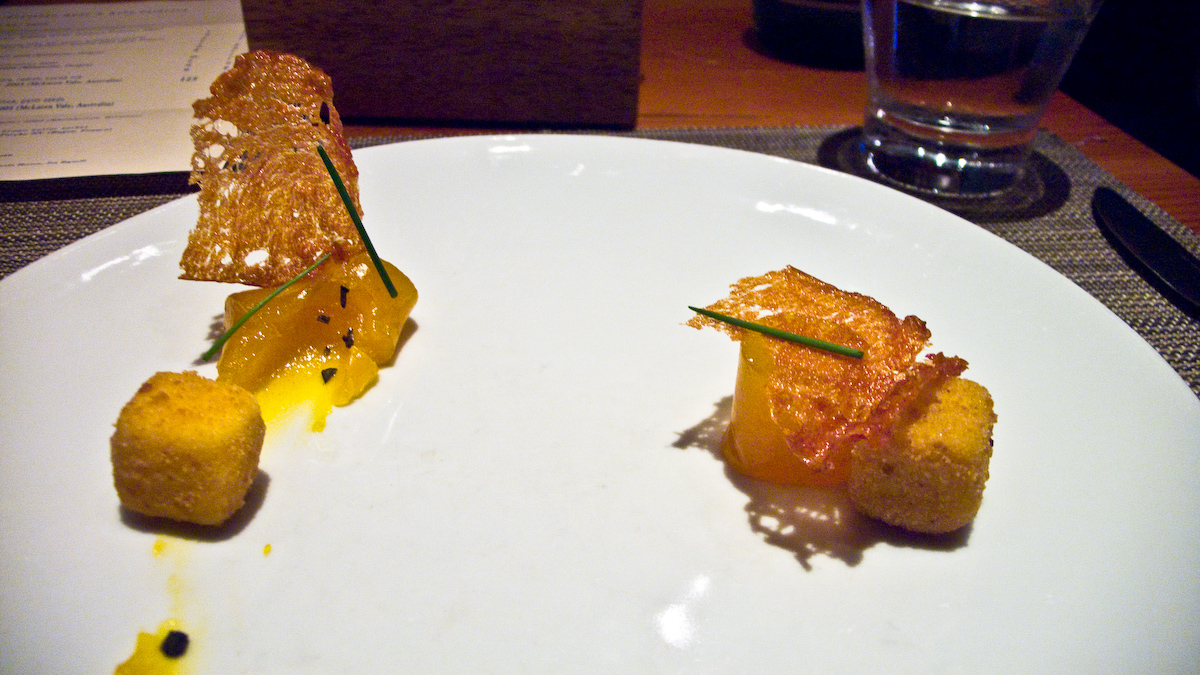
آشپزی مولکولی از تخم مرغ بندیکت که توسط wd~۵۰ در شهر نیویورک سرو شده است. مکعب‌ها سس هلندی سرخ شده هستند.

خوراک‌شناسی مولکولی در درجه اول رویکرد علمی آشپزی از منظر شیمی است. ترکیب (ساختار مولکولی)، خواص (جرم، ویسکوزیته، و غیره) و تبدیل (واکنش‌های شیمیایی، فرآورده و واکنش‌گر) یک ماده مورد بررسی قرار گرفته و در تهیه و ارزیابی خوراک مورد استفاده قرار می‌گیرد. این شاخه ای از علوم غذایی است که به تهیه و لذت بردن از تغذیه از دیدگاه یک دانشمند در مقیاس اتم‌ها، مولکول‌ها و مخلوط‌ها می‌پردازد.

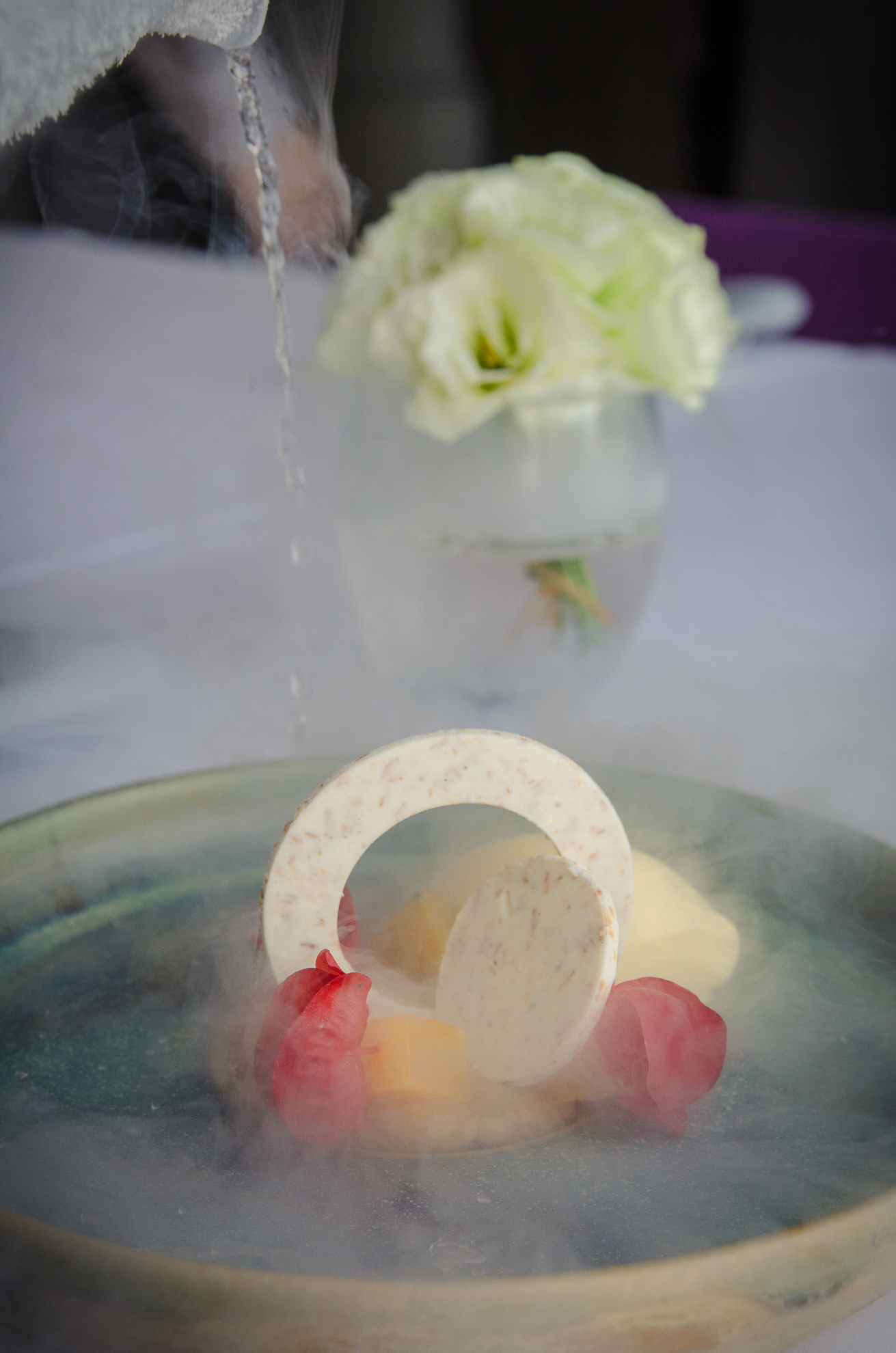
یک دسر آشپزی مولکولی که با نیتروژن مایع سرو می‌شود

نیکلاس کورتی، فیزیکدان مجارستانی و هروه تیس، «خوراک‌شناسی مولکولی و فیزیکی» را در سال ۱۹۸۸ در مؤسسه INRA فرانسه ابداع کردند

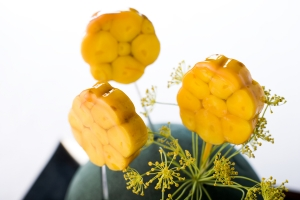
امضا آدام ملوناسکه آماده‌سازی یک قطعه گل خوراکی به نام «اختاپاپ» است: اختاپوس پخته شده با دمای بسیار پایین با استفاده از ترانس گلوتامیناز ذوب شده، که در ژل کاراگینان پرتقال و زعفران فرورفته و روی ساقه‌های گل شوید قرار گرفته است..

## دستور العمل‌های همنام
غذاهای جدیدی که به نام دانشمندان مشهور نامگذاری شده‌اند عبارتند از:
- گیبس – غلاف‌های وانیل را در سفیده تخم مرغ با شکر دم کرده، روغن زیتون اضافه و سپس در مایکروویو پخته شود. به نام فیزیکدان جوزیا ویلارد گیبس (۱۸۳۹–۱۹۰۳) نامگذاری شده است.
- واکوئلین: از آب پرتقال یا آب زغال اخته به همراه قند افزوده هنگام هم زدن تخم مرغ برای افزایش ویسکوزیته و تثبیت کف استفاده شود و سپس در مایکروویو پخته شود. به نام نیکلاس واکوئلین (۱۷۶۳–۱۸۲۹)، که یکی از معلمان لاووازیه بود نامگذاری شده است.
- بائومه - خیساندن یک تخم مرغ کامل به مدت یک ماه در الکل برای ایجاد یک تخم مرغ منعقد شده. به نام شیمیدان فرانسوی آنتوان بائومه (۱۷۲۸–۱۸۰۴) نامگذاری شده است.